# 本體感覺
本体感觉（肌肉運動知覺、本體覺、“自我知覺”）是對各個肌肉動作的感官。
這些感覺來自於肌肉与肌腱的本體覺受器，它们會自動監測肌肉的長度改變、壓力變化和張力變化，再將這些資訊整合傳送到大腦。
特定情况下它跟“自我知覺”在於保持平衡的觸覺上不同。例如：當內耳受到感染，就會影響平衡。這個感染損害了“自我知覺”而不是肌肉運動知覺：受感染的人閉著眼睛不能走路，平时只能靠視覺來保持平衡。
肌肉運動知覺是肌肉記憶及手眼協調的重要部分，可以透過訓練來提升：正如打壘球的人面對著球而目不轉睛、協調手腳，来捕捉壘球。